# Alan (mythologie)
Pour les articles homonymes, voir Alan.
 (août 2023).
Les Alan sont des esprits du folklore de la tribu tinguian, aux Philippines.

## Description
Les Alan possèdent des ailes leur permettant de voler, ils ont les doigts et les orteils orientés vers l'arrière. Les Alan prennent des gouttes de sang menstruel, des fœtus égarés, des suites de naissance ou tout autres troubles de la reproduction et les transforme en enfants qu'ils élèvent ensuite comme leur propre enfant. Ils habitent près des sources dans des maisons en or et objets de valeurs.